# 정해엽
정해엽(1985년 2월 16일 ~ )은 대한민국의 모델이다.
18세에 Tokyoweek 코이언보이즈로 데뷔하였고, 2001년 패션위크 데뷔를 하였다. 2004년 iloyd 기자단 선정 패션모델 신인상, 2005년 스캇 비쥬얼 모델부분 대상을 수상하였다. 서울 모델센터를 수료하고 대한민국과 일본외 프랑스에서 활동하였으며, 이기간에 엘르와 엔콰이어드, 커스텀멜로우등 다양한 브랜드의 쇼에 모델로 활동하였다. 주요활동경력으로는 NUMB M/V의 남자 주인공 프리미엄진 창간호의 커버모델로 선보였다. 2011년부터 유니크 프로젝트 컴퍼니의 대표로 활동하고 있다.